# Стенбок, Эрик
Эрик Стенбок (нем. Erik Magnus Andreas Harry Stenbock, англ. Eric Stanislaus Stenbock, 12 марта 1858 года, возле Чалтенхема, Англия — 26 апреля 1895 года, Брайтон, Англия) — английский писатель, автор фантасмагорических и готических рассказов, яркий представитель декадентства. Творчество Стенбока было заново открыто в 1990-х.

## Биография
Потомок прибалтийского немецкого графского рода Стенбок, владевшего поместьями в Эстляндии, родился в семье графа Эрика Фридриха Дитриха Магнуса Стенбока (1834—1861) и Люси Софии Фрерихс (1839—1896), дочери манчестерского хлопкового промышленника из Бремена, Иогана Андреаса Фрерихса. Прапрадед по отцовской линии — курляндский барон Фридрих фон Стуарт.
Посещал оксфордский Баллиол-колледж, но учебу не окончил. В Оксфорде перешел в католицизм, приняв имя Станислаус. Спустя несколько лет Эрик признался, что в Оксфорде пробовал различные религии каждую неделю. В конце своей жизни, он, казалось, создал синкретическую религию, содержащую элементы католицизма, буддизма и идолопоклонства.
В 1885 году, после смерти его деда, графа Карла Магнуса Райнхольда Стенбока (отец Стенбока умер, когда тому едва исполнился год), унаследовал титул и все состояние и владения семьи в Эстонии. Эрик путешествовал и жил в Колга в течение полутора лет.
Летом 1887 года вернулся в Англию, жил в Лондоне, стал известен своим эксцентричным поведением и все глубже увязал в алкоголизме и наркотиках. Он держал в своей комнате змей, ящериц, саламандр и жаб. В его саду был «зоопарк», в котором он содержал северных оленей, лис и медведей. Когда он путешествовал, то неизменно брал с собой собаку, обезьяну, и куклу величиной в человеческий рост. Эту куклу, он называл «la Petite Comte» («маленький граф») и говорил всем, что это его сын. Он настаивал, чтобы её приносили ему ежедневно, и, когда кукла отсутствовала, спрашивал о её здоровье.
«Ученый, знаток искусства, пьяница, поэт, извращенец, обаятельнейший из людей», — отзывался о нем У. Б. Йейтс.

## Творчество
При жизни ограниченными тиражами вышли три сборника декадентской поэзии — «Любовь, сон и мечты» (1881?), «Мирт, рута и кипарис» (1883), «Тень смерти» (1893) и сборник рассказов «Этюды о смерти» (1894). Публиковался также рассказ об оборотнях «Та сторона» (1893) (в журнале «Спирит лэмп») и переводы двух новелл Бальзака в антологии «Новеллы Бальзака» (1890). Поэзия и проза Стенбока при его жизни не встретили никакого отклика. Считается, что после его смерти большая часть тиража его книг была уничтожена родственниками и друзьями. Почти все сохранившиеся тексты Стенбока были опубликованы спустя столетие после его смерти.

## Смерть
В 1895 году, сильно зависимый от опиума и алкоголя, Стенбок вернулся в Брайтон, в дом своей матери, Withdeane Hall на Лондон-роуд, где проводил много времени в своей комнате с занавешенными окнами, при этом жёг свечи перед образами Будды и поэта Шелли. Умер от цирроза печени во время пьяного спора со своим отчимом, Фрэнсисом Моуоттом.
Похоронен на католическом кладбище Брайтона (англ.) 1 мая 1895 года в присутствии большого количества родственников и друзей. Позже стало известно, что в момент смерти Стенбока, его дядя и наследник увидели призрак его заплаканного лица в окне своего кабинета.

## Основные произведения

### Сборники стихов
- Love, sleep & dreams : a volume of verse. — Oxford : A. Thomas Shrimpton & Son ; Simpkin Marshall & Co, 1881?
- Myrtle, rue and cypress : a book of poems, songs and sonnets. — London : [privately printed by] Hatchards, 1883
- The shadow of death : poems, songs, and sonnets. — London : The Leadenhall Press, 1893
- On the freezing of the Baltic Sea. — [Privately printed for] Timothy d’Arch Smith, 1961
- The shadow of death ; Studies of death (Degeneration and regeneration : texts of the premodern era). — New York : Garland Pub., 1984
- Love, sleep & dreams : a volume of verse. — Harleston : Hermitage Books, 1992
- Myrtle, rue and cypress : a book of poems, songs and sonnets. — Harleston : Hermitage Books, 1992.
- The collected poems of Count Stenbock. — London : Durtro, 2001.

### Рассказы
- Studies of death : romantic tales (London : David Nutt, 1894)
- The shadow of death ; Studies of death (Degeneration and regeneration : texts of the premodern era). — New York : Garland Pub., 1984
- The true story of a vampire. — Edinburgh : Tragara Press, 1989
- Studies of death : romantic tales. — London : Durtro Press, 1997.
- The child of the soul. — London : Durtro, 1999
- A secret kept. — London : Durtro Press, 2002
- The king’s bastard or, the triumph of evil. — London : Durtro Press, 2004.

### Эссе
- The myth of Punch. — London : Durtro Press, 1999.

### Пьесы
- La Mazurka des Revenants : a serious extravaganza in six parts. — London : Durtro Press, 2002.

## Публикации на русском языке
- Святой Венанций наших дней. Жирандола. История наплечника: Рассказы. //Пер. С. Трофимова. Митин журнал, № 60, 2002.
- Та сторона. Дитя души. Фауст: Рассказы //Пер. С. Трофимова, В. Вотрина. Митин журнал, № 62, 2005.
- Триумф зла. Тверь: Kolonna publications, 2005, 240 с (Crème de la Crème) (сборник включает практически всю сохранившуюся прозу).